# Bas Grevelink
Bas Grevelink (Noordwijk, 12 november 1963) is een Nederlands (musical)acteur, zanger en stand-upcomedian. 

## Levensloop
Grevelink studeerde korte tijd rechten in Amsterdam, maar realiseerde al gauw dat zijn hart meer bij acteren lag. Hij werd aangenomen op de Toneelacademie Maastricht, waar hij na een jaar werd ingelijfd bij theatergroep De Nieuw Amsterdam.
Begin jaren negentig was hij een van de eerste comedians die zich aansloten bij Comedytrain, Nederlands eerste comedygezelschap, dat een podium biedt ter ontwikkeling van nieuw komisch talent. Hij neemt geregeld de taak van Master of Ceremony op zich in Comedytrains thuishonk Toomler.
Daarnaast speelde Grevelink in de musical Joseph and the Amazing Technicolor Dreamcoat de rol van Simeon, een broer van Joseph, en ook de rol van Jakob is al enkele malen door hem vertolkt. Hij begeleidde bovendien samen met zijn broer Ralf het publiek van de meezingshow Ik ben blij dat ik je niet vergeten ben, waarmee ze samen door het land toerden.
Als acteur was Grevelink ook op televisie te zien, onder meer in de series SamSam, Kees & Co (gastrol) en Onderweg naar Morgen in de jaren 1995-1997.
Van 2014 tot en met 2015 speelde Grevelink in Billy Elliot de rol van George.